# Alex Gough
Pour les articles homonymes, voir Gough.
Alex Gough (née le 12 mai 1987 à Calgary, en Alberta) est une lugeuse canadienne.

## Carrière
Elle débute en équipe nationale en 2003, et participe ensuite aux Jeux olympiques d'hiver de 2006, de 2010 et de 2014, mais ne termine au mieux qu'au 4e rang (2014). Le 12 février 2011, elle met fin à une série de 105 victoires allemandes en Coupe du monde, en s'adjugeant la manche de Paramonovo. Lors des mondiaux 2011, elle avait pris la médaille de bronze derrière les allemandes Geisenberger et Hüfner.
En 2018, à Lors des Jeux olympiques de Pyeongchang, elle remporte la première médaille de l'histoire canadienne en luge, devancée par les Allemandes Natalie Geisenberger et Dajana Eitberger.

## Palmarès

### Jeux olympiques
- médaille d'argent du relais par équipes en 2018 à Pyeongchang.
- médaille de bronze du simple en 2018 à Pyeongchang.

### Championnats du monde
- médaille de bronze du simple en 2011 à Cesana Torinese.
- médaille de bronze par équipes en 2012 à Altenberg.
- médaille d'argent par équipes en 2013 à Whistler.
- médaille de bronze du simple en 2013 à Whistler.
- médaille de bronze par équipes en 2015 à Sigulda.
- médaille de bronze par équipes en 2016 à Königssee.

### Coupe du monde
- Meilleur classement général : 2e en 2014.
- 27 podiums individuels : 
  - en simple : 3 victoires, 8 deuxièmes places et 14 troisièmes places.
  - en sprint : 1 victoire, 1 deuxième place.
- 17 podiums en relais : 2 victoires, 11 deuxièmes places et 4 troisièmes places.